# Bolivar (bier)
Bolivar is een Belgisch bier van hoge gisting, gebrouwen bij Brouwerij Huyghe in samenwerking met Oxfam Wereldwinkels sinds 2004.
Het bier bevat naast gerstemout, gist en hop enkele ingrediënten van eerlijke handel uit het zuiden:
- rietsuiker uit Costa Rica
- quinoa uit Bolivia
- rijst uit Thailand en India

Er bestaan twee varianten:
- Bolivar Blond, blond bier met een alcoholpercentage van 7,5%.[3]
- Bolivar Bruin, bruin bier met een alcoholpercentage van 7,5%.[4]

Wegens een tegenvallende verkoop besliste Oxfam Fair Trade in april 2013 te stoppen met de productie.